# ZX Printer
ZX Printer je bio pisač kojega je proizvodila tvrtka Sinclair Research Ltd. Na tržištu se pojavio 1981. Prvenstveno je bio namijenjen računalu ZX 81, a mogao se koristiti i uz ZX Spectrum. Uz nadogradnju ROM-a, mogao se koristiti i uz ZX 80. Koristio je posebni crni papir u roli širine 10 cm, presvučen aluminijem. Vodoravna razlučivost ispisa bila je 256 točaka ili 32 znaka.